# Шакарла
Шакарла́ (рос. Шакарла) — село (у минулому присілок) у складі Білокатайського району Башкортостану, Росія. Входить до складу Старобілокатайської сільської ради.
Населення — 331 особа (2010; 413 у 2002).
Національний склад:
- росіяни — 97 %